# Barbagialla, il terrore dei sette mari e mezzo
Barbagialla, il terrore dei sette mari e mezzo (Yellowbeard) è un film del 1983, diretto da Mel Damski.

## Trama
Il pirata Barbagialla, dopo aver scontato 20 anni di carcere per evasione fiscale, anziché essere rilasciato viene condannato a scontare altri 140 anni di galera. Dietro a tale decisione si nasconde il piano del comandante Clement della Marina Reale, convinto del fatto che Barbagialla, sapendo di non poter altrimenti recuperare il suo immenso tesoro, evaderà dalla prigione. Infatti il pirata fugge e si dirige subito dalla sua compagna Betty in cerca della mappa per recuperarlo. 
Ma la sua bella l'ha bruciata. Non prima però di averla copiata sulla testa di suo figlio, che è anche il figlio di Barbagialla.
Appena trovato il figlio, cresciuto nella famiglia di un nobile, prende il via l'avventura per la ricerca del tesoro assieme al figlio ritrovato, il padre adottivo, ed il loro dottore a bordo di una nave che in poco tempo ammutinano. Intanto il comandante Clement, tenendo in ostaggio Betty, li insegue tra le onde fino a sbarcare insieme a loro sull'isola del tesoro. Ma lì risiede un gruppo di conquistadores spagnoli con un capo che si unisce ben presto all'interesse per il forziere ed i suoi tesori nascosti.

## Produzione
Nel 1982, durante la lavorazione del film, il quarantottenne Marty Feldman viene colto da un attacco di cuore. Pochi giorni dopo, il 2 dicembre 1982, il comico muore nella sua camera d'albergo a Città del Messico.